# Upper Manhattan
Upper Manhattan („Uptown”) – północna część nowojorskiego Manhattanu. Jej południowe granice mogą być zdefiniowane w dowolnym miejscu, wedle różnych źródeł, pomiędzy 59. a 155. ulicą. Najczęściej odniesienia Upper Manhattan używa się w kontekście tej partii miasta, która leży „powyżej” 96. ulicy. Z drugiej strony, przydomkiem „Uptown” Nowojorczycy kolokwialnie określają Bronx; nazwa ta przyjęła się zwłaszcza w świecie kultury hip hopu.
Upper Manhattan dzieli się na szereg mniejszych, specyficznych dzielnic, wśród których wyróżnić można m.in.: Marble Hill, Inwood, Washington Heights, Harlem (a w tym Sugar Hill i Hamilton Heights), a także część Upper West Side (Morningside Heights oraz Manhattan Valley).
Pod koniec XIX wieku, głównie za sprawą IRT Ninth Avenue Line i innych nadziemnych kolei, dotychczas rustykalny Upper Manhattan zaczął doświadczać procesów eksurbanizacji. Aż do końca XX wieku Upper Manhattan unikał wzmożonej gentryfikacji, która przez ostatnie lata miała miejsce w pozostałych częściach Nowego Jorku.

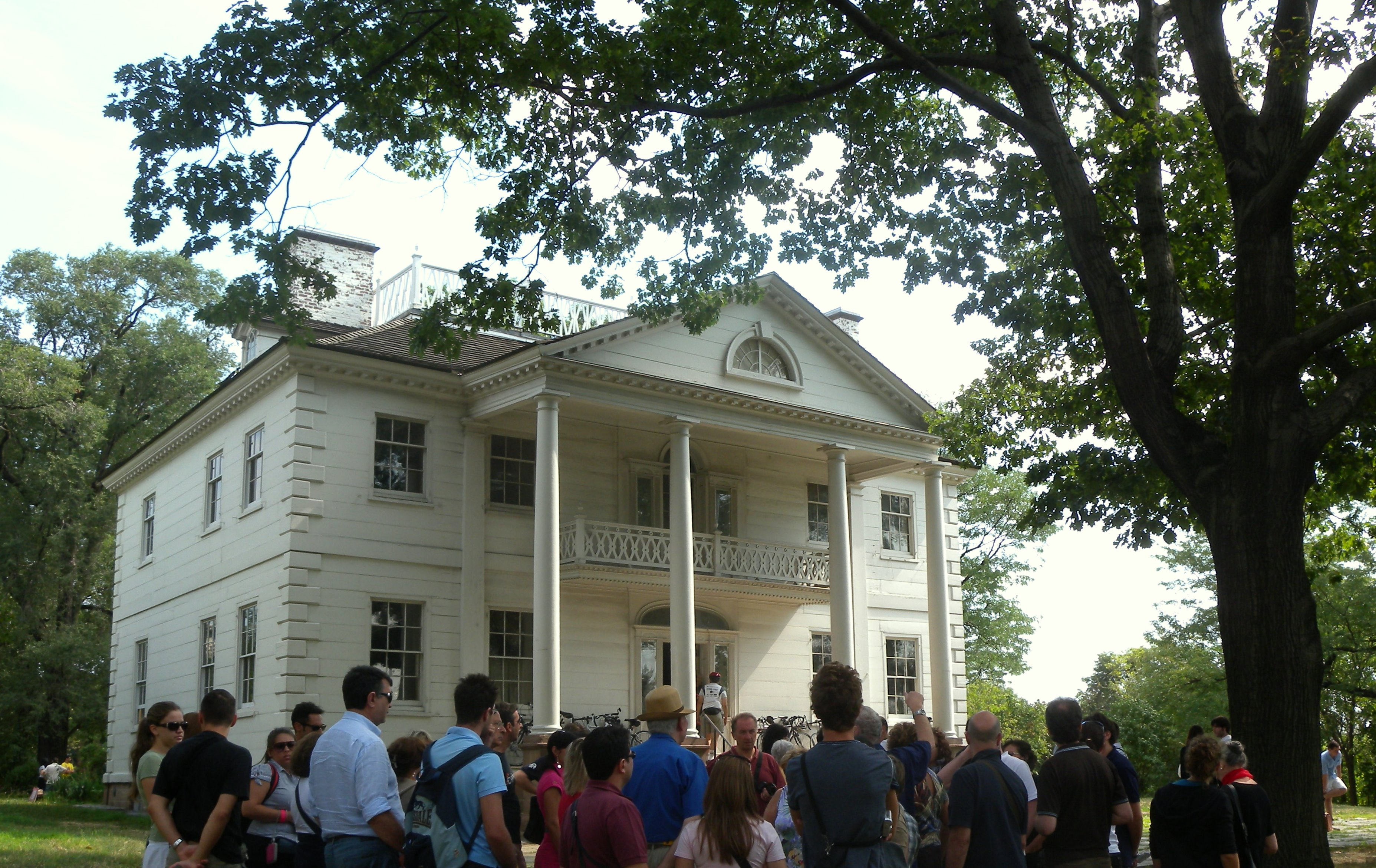
Włoscy turyści w Upper Manhattan

Podobnie jak inne obszary mieszkalne, Upper Manhattan nie jest typową atrakcją turystyczną, mimo obecności takich zabytków, jak The Cloisters. Ze względu na stosunkowo dużą odległość od Midtown oraz relatywnie niskie czynsze wynajmu nieruchomości, nawet rodowici Nowojorczycy mają tendencję do traktowania Upper Manhattan jako odrębnej dzielnicy, wyłączając ją z obszaru określanego mianem „The City” (czyli przede wszystkim Midtown i częściowo Lower).
Upper West Side stanowi znacznie bardziej zamożną część składową Upper Manhattan, niż wysunięte najdalej na północ sąsiedztwa pokroju Manhattanville, Morningside Heights i Inwood. Podobnie jest w przypadku Upper East Side – zdecydowanie zamożniejszej, niż leżący w sąsiedztwie Spanish Harlem. Jako że gentryfikacja nie dotarła jeszcze do niektórych obszarów Upper Manhattan, notuje się tam wyższe niż na innych terenach współczynniki przestępczości, a także przejawy wandalizmów w postaci graffiti.